# Aspidogyne bruxelii
Aspidogyne bruxelii là một loài thực vật có hoa trong họ Lan. Loài này được (Pabst) Garay mô tả khoa học đầu tiên năm 1977.